# Kertemindekredsen
Kertemindekredsen var en valgkreds (eller opstillingskreds) i Fyns Amtskreds. Den blev ophævet ved kommunalreformen i 2007. Den del af kredsen der blev dækket af den tidligere Årslev Kommune, indgår fra 1. januar 2007 som en del af Faaborgkredsen. Resten af Kertemindekredsen indgår som en del af Nyborgkredsen.
Den 8. februar 2005 var der 27.719 stemmeberettigede vælgere i kredsen. Ved kommunalreformen i 2007 deltes kredsen. 
Kredsen rummede flg. kommuner og valgsteder::
1. Kerteminde Kommune
  1. Dalby
  2. Drigstrup
  3. Kerteminde 1
  4. Kerteminde 2
  5. Kølstrup
  6. Mesinge
  7. Revninge
  8. Rynkeby
  9. Stubberup
  10. Viby
2. Langeskov Kommune
  1. Birkende
  2. Idrætshallen
  3. Marslev
  4. Rønninge
3. Munkebo Kommune
  1. Munkebo
4. Ullerslev Kommune
  1. Ellinge
  2. Langtved
  3. Skellerup
  4. Ullerslev
5. Årslev Kommune
  1. Nr. Lyndelse
  2. Nr. Søby
  3. Rolfsted, Ferritslev
  4. Årslev, Sdr. Nærå